# Hoselaw Chapel

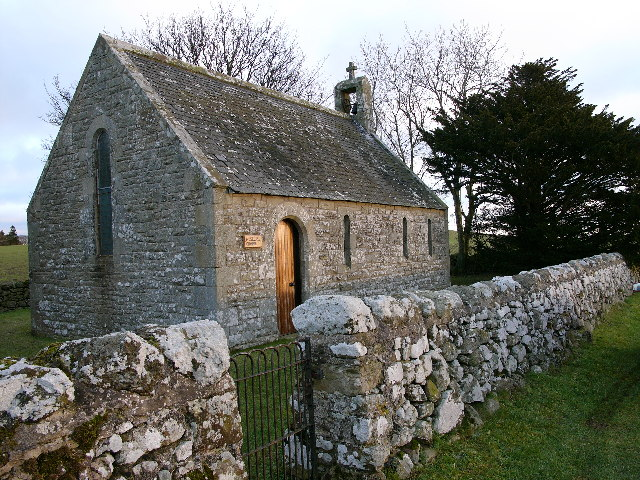
Hoselaw Chapel

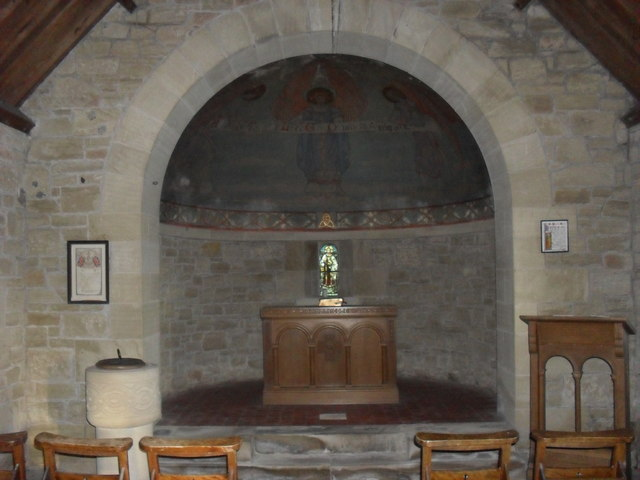
Blick in die Apsis

Die Hoselaw Chapel ist eine Kapelle der presbyterianischen Church of Scotland. Sie liegt nahe der schottischen Ortschaft Town Yetholm in der Council Area Scottish Borders. 1998 wurde das Bauwerk in die schottischen Denkmallisten der höchsten Denkmalkategorie A aufgenommen.

## Geschichte
Im Jahre 1412 wurde am Standort eine Kapelle errichtet. Von diesem der Kelso Abbey untergeordneten Gebäude sind heute keine Überreste mehr erhalten. Die heutige Kapelle wurde in Gedenken an den örtlichen Pfarrer Thomas Leishman erbaut. Für den Entwurf des 1906 errichteten Gebäudes zeichnet der Glasgower Architekt Peter MacGregor Chalmers verantwortlich.

## Beschreibung
Die Hoselaw Chapel steht isoliert an einer Nebenstraße rund 3,5 km nordwestlich von Town Yetholm und 1,5 km westlich der englisch-schottischen Grenze. Ihr Mauerwerk besteht aus bossiertem Sandstein, der zu unregelmäßigen Quadern behauen wurde, mit Natursteindetails. Sämtliche Gebäudeöffnungen schließen mit Rundbögen. Das hölzerne Eingangsportal befindet sich links an der Südseite. Von der Nordseite geht eine kleine Sakristei ab. Die Ostseite schließt mit einer rund heraustretenden Apsis. Auf dem Ostgiebel sitzt ein kleiner Dachreiter mit offenem Geläut auf. Das abschließende Satteldach ist mit grauem Schiefer eingedeckt.